# Zuid-Molukse honingzuiger
De Zuid-Molukse honingzuiger (Cinnyris clementiae) is een vogelsoort uit de familie van de Nectariniidae. Het is een endemische soort op de Zuid-Molukse eilanden Buru en Seram tot aan tot de Kei-eilanden (Indonesië).

## Taxonomie
De vogel werd al in 1827 door de Franse natuuronderzoeker René Primevère Lesson geldig als aparte soort beschreven. Deze honingzuiger behoorde lange tijd als ondersoort tot het taxon Cinnyris jugalaris. In 2023 verscheen een uitgebreid onderzoek aan zowel het mitochondriaal DNA van al deze ondersoorten, als wel het verenkleed en het geluidenrepertoire. Hieruit bleek dat dit taxon kon worden afgesplitst als aparte soort.

## Herkenning
De vogel is ongeveer 10 cm lang. Van boven is de vogel olijfbruin. Verder wijkt de vogel in verenkleed sterk af van C, juglaris; in plaats van geel is het mannetje donkerpaars op de buik. Zijn keel en borst zijn (zoals bij alle verwante soorten) staalblauw. Het vrouwtje is geel op de borst en buik.

## Ondersoorten en verspreiding
Er worden drie ondersoorten erkend:
- C. j. buruensis: Buru (zuidelijke Molukken).
- C. j. clementiae: zuidelijke Molukken (Boana, Ambon, Seram en Watubela)
- C. j. keiensis: Kei-eilanden (zuidwestelijk van Nieuw-Guinea).

De vogel heeft geen eigen vermelding op de Rode lijst van de IUCN.